# 吴立迎
吴立迎（1974年—），中国足球裁判，供职于南开大学体育教学部。吴立迎在2010年之前执法的是中国足球乙级联赛，2010年晋升执法中国足球甲级联赛，执法的第一场中甲比赛是2010年4月3日沈阳东进与湖南湘涛的揭幕战。2013年吴立迎又被降到中乙执法。